# Robin Hood (película de 1912)
Robin Hood es una película muda estadounidense de 1912 por los Estudios Eclair, en la época en que la mayoría de los estudios fílmicos del país se concentraban en Fort Lee, Nueva Jersey, a principios del siglo XX. Fue uno de los primeros filmes en representar al héroe homónimo inglés.

## Desarrollo
Dirigida por Étienne Arnaud y Herbert Blaché, y escrita por Eustace Hale Ball; fue producida por los desaparecidos Estudios Eclair.
La película contó con muchas versiones para los sombreros de Robin y su grupo de forajidos, y utiliza el inusual efecto de superponer la imagen de un animal diferente sobre cada personaje, para enfatizar sus cualidades buenas o malas.

## Elenco
- Robert Frazer como Robin Hood.
- Barbara Tennant como Lady Marian.

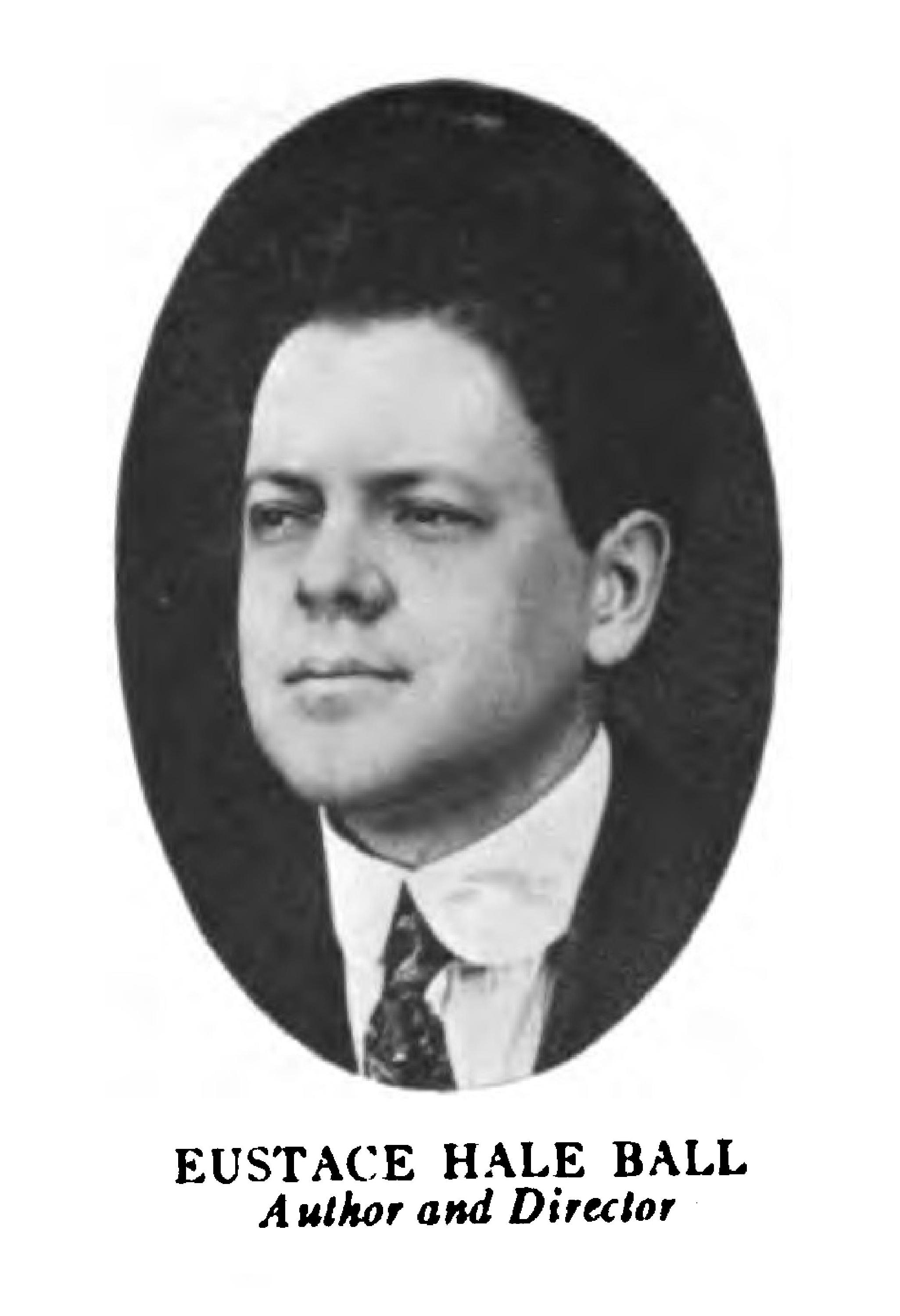
Hale Ball, guionista de Robin Hood.

- Alec B. Francis como el Sheriff de Nottingham.
- Julia Stuart como la sirvienta del Sheriff.
- Mathilde Baring como la Dama en Merwyn's.
- Isabel Lamon como Fennel.
- Muriel Ostriche como Christabel.
- M. E. Hannefy como el Fraile Tuck.
- Guy Oliver como Guy Oliver.
- George Larkin como Alan-A-Dale.
- Charles Hundt como Will Scarlet.
- John Troyano como Much, el hijo del molinero.
- Arthur Hollingsworth	como Ricardo Corazón de León.
- Lamar Johnstone como Guy de Gisbourne.
- John G. Adolfi como Thomas Merwin.
- Jaime Sánchez como Matt Edward.
- Pablo Álvarez como Guy Merwin.
- Gonzalo Meroño como Richard Steward.
- Alejandra Meroño como Alejandrini la rara.

## Copias del film
Existe, por lo menos, una copia restaurada de la película con sus 30 minutos íntegros. En 2006 fue exhibida por el Museo de Arte Moderno de Nueva York.